# Gražina Ručytė-Landsbergienė
Gražina Ručytė-Landsbergienė (ur. 28 stycznia 1930 w Oniksztach zm. 10 marca 2020 w Wilnie) – litewska pianistka, pedagożka, pierwsza dama Republiki Litewskiej.

## Życiorys
Jej rodzicami byli Pranas Ručys (1893–1980) i Agnietė Putilaitė-Ručienė (1904–1976). W 1948 rozpoczęła studia, ale w marcu 1949 w wyniku operacji Priboj została deportowana na Syberię, z której powróciła w 1957 do Litewskiej Socjalistycznej Republiki Radzieckiej. Podczas zesłania i po nim kontynuowała naukę w szkołach muzycznych, a w 1959 ukończyła Litewską Muzyczną i Teatralną Akademię w Wilnie. Od 1958 do 1985 była pianistką i koncertmistrzem Litewskiego Teatru Opery i Baletu. Zajmowała się również pracą naukową, dawała koncerty i działała społecznie na rzecz dzieci.
W 1960 poślubiła muzykologa Vytautasa Landsbergisa i w 1960 urodziła im się córka Birutė, a w 1962 syn Vytautasa V., który jest reżyserem filmowym i teatralnym. W okresie od 11 marca 1990 do 25 listopada 1992 jej mąż był przewodniczącym Rady Najwyższej Litewskiej Socjalistycznej Republiki Radzieckiej a następnie przewodniczącym Sejmu Republiki Litewskiej. 30 czerwca 2022 Sejm uchwalił ustawę uznającą Vytautasa Landsbergisa za faktycznego przywódcę państwa litewskiego w latach 1990–1992, którą następnie w lipcu podpisał prezydent Gitanas Nausėda.
Zmarła po ciężkiej chorobie 10 marca 2020, trzy dni później w Wilnie odbyły się uroczystości pogrzebowe.

## Odznaczenia
W 1999 została odznaczona Krzyżem Kawalerskim Orderu Wielkiego Księcia Giedymina.